# 沙州卫

明朝关西八卫

沙州卫，中国明代在嘉峪关以西所置羈縻卫，关西八卫（因沙州卫与罕东左卫相继设于同一地区，故又称关西七卫）之一。朝廷冊封當地酋長為名義上的官員（类似于土司），管理当地各部族，其首領大多為蒙古族世襲領袖。
沙州原是唐朝以来在敦煌设置的州，明洪武初年废除元朝的沙州路。永乐三年（1405年）设沙州卫，由元朝西宁王的后裔困即来、买住为指挥使，辖境包括甘肃省瓜州县以西。后来因罕东卫北支入侵，又受哈密卫所逼，宣德十年（1435年）移驻苦峪（今甘肃省安西县东南），遥领其众。正统十一年（1445年）部众又内迁甘州（今张掖市），卫废，沙州遂为罕东卫北支所有，成化十五年（1479年）于此置罕东左卫。
设置罕东左卫後，正德十一年（1516年），被吐鲁番汗国所迫，卫废。嘉靖七年（1528年）关闭嘉峪关，明朝和吐鲁番汗国对关西八卫故地旷无建置。清朝曾短暂复设。雍正元年（1723年），设沙州所，旋升为沙州卫。乾隆三十五年（1760年）改为敦煌县。